# Herbert Vollmann
Herbert Vollmann (1903, Altena (Vestfálsko) – 1999) byl německý spisovatel.
V roce 1934 vyhověl Abd-ru-shinově výzvě a následoval jej do osady Grálu na Vomperbergu v Tyrolsku. Zde začal duchovní cvičení. Ve správě Grálu působil ve vedoucí pozici až do smrti v roce 1999. Důvěrné rozhovory s Abd-ru-shinem mu umožnily rozvinout a prohloubit znalosti nabyté prostřednictvím Poselství Grálu

## Dílo
- Wahrheiten und Wisheiten in Sprichwörtern und Redensarten, Stuttgart : Verl. der Stiftung Gralsbotschaft, 1984
- Svět, jaký mohl být!, Stuttgart : Stiftung Gralsbotschaft, 1988
- Wissen für die Welt von morgen Vědění pro svět zítřka, Stuttgart : Stiftung Gralsbotschaft, 1988
- Apokalypse heute česky Apokalypsa dnes, Stuttgart : Stiftung Gralsbotschaft, 1991
- Tor öffnet sich česky Brána se otevírá, Stuttgart : Stiftung Gralsbotschaft, 1991
- Was dahinter steht...! česky Co stojí za tím Stuttgart : Stiftung Gralsbotschaft, 1991